# كارمى كونتريراس إي فيردياليس
كارمى كونتريراس إي فيردياليس (1932 - 2020)، هي ممثلة مسرح وسينما والتلفزيون إسبانية.
ولدت يوم4 أكتوبر 1932 بمدينة سرقسطة، وتوفيت يوم 6 يوليو 2020 عن عمر 87 سنة.

## من أعمالها
- قلب المدينة (مسلسل)> (هو المسلسل الأكثر مشاهدة في تاريخ منطقة كتالونيا. بدأ عرضه في سنة 2000).